# عبد الله بن مسلم بن عقيل
عبد الله بن مسلم بن عقيل أحد قتلى معركة كربلاء، أصابه سهم وهو واضع يده على جبينه. قيل أنه حين قتل كان له من العمر أربعة عشرة سنة توفي سنة 61 هـ.

## نسبه
هو عبد الله بن مسلم بن عقيل بن أبو طالب بن عبد المطلب بن هاشم. أمه رقية بنت علي بن أبي طالب، وأمها الصهباء أم حبيب بنت عباد بن ربيعة بن يحيى العبد بن علقمة التغلبية. قيل: بيعت ل علي بن أبي طالب من سبي اليمامة، وقيل: من سبي عين التمر.
قيل أن عمره يوم استشهاده في يوم عاشوراء سنة 61 ه. كان 26 سنة، واستناداً على عمر أبيه مسلم بن عقيل الذي قيل أنه 28 سنة لم يبدو هذا القول صحيحاً. وذُكر في تنقيح المقال أن عمر عبد الله بن مسلم يوم استشهد 14 سنة، وهذا من المستبعد.
أورد أبو الفرج الأصفهاني أن مسلم بن عقيل لا عقب له، ولكن هناك من المؤرخين من تحدث عن أولاد وبنات لمسلم، ومع ذلك فإنه يوجد اختلافات كثيرة حول حياتهم وعمرهم واستشهادهم.

## في كربلاء
يرى ابن أعثم الكوفي، وكذلك الخوارزمي، أنّ أوّل من خرج من الطالبيين إلى قتال الأعداء هو عبد اللّه بن مسلم.
وقال ابن شهر آشوب: «فقاتل حتى قتل ثمانية وتسعين رجلًا بثلاث حملات، ثم قتله عمرو بن صبيح الصيداوي، وأسد بن مالك».
وقال البلاذري: «ورمى عمرو بن صبيح الصيداوي عبد اللّه بن مسلم بن عقيل، واعتوره الناس فقتلوه، ويقال: إن رقاد الجنبي كان يقول: رميت فتى من آل الحسين ويده على جبهته فأثبتها فيها، وجعلت أنضنض سهمي حتى نزعته من جبهته وبقي النصل فيها».
وقال السماوي: وكانت قتلته بعد عليّ بن الحسين، فيما ذكره أبو مخنف والمدايني وأبوالفرج دون غيرهم».
يقول الطبري في تاريخه نقلاً عن حميد بن مسلم الأزدي، وكذا الشيخ المفيد في الإرشاد:
«رمى عمرو عبد الله بسهم وهو مقبل عليه، فأراد جبهته فوضع عبد الله يده على جبهته يتقى بها السهم فسمر السهم يده على جبهته فأراد تحريكها فلم يستطع ثم انتحى له بسهم آخر ففلق قلبه فوقع صريعاً».

### رجزه
ذكر الشيخ الصدوق نقلاً عنالسجاد أنّه برز عبد الله بن مسلم بعد هلال بن الحجاج إلى الميدان، وهو يرتجز، ويقول:

وقيل أن عبد الله بن مسلم عندما برز في الميدان كان يقول: